# كورتيس ريشا
كورتيس ريشا (بالإنجليزية: Curtis Richa)‏ هو منتج أسطوانات وكاتب أغاني أمريكي، ولد في 6 نوفمبر 1972.

## وصلات خارجية
- كورتيس ريشا على موقع IMDb (الإنجليزية)
- كورتيس ريشا على موقع ميوزك برينز (الإنجليزية)
- كورتيس ريشا على موقع ميوزك برينز (الإنجليزية)
- كورتيس ريشا على موقع ديسكوغز (الإنجليزية)